# Eugenia Rzążewska
Eugenia Rzążewska, po mężu Rudzka (ur. 2 stycznia 1951 w Woli Koryckiej, zm. 8 stycznia 2023) – polska piłkarka ręczna, mistrzyni i reprezentantka Polski.

## Życiorys
Była zawodniczką Otmętu Krapkowice (1966-1972) i Skry Warszawa (1973-1982). Występowała na pozycji rozgrywającej. W 1968 ze reprezentacją Opola zdobyła srebrny medal Ogólnopolskiej Spartakiady Młodzieży. Z Otmętem zdobyła dwukrotnie mistrzostwo Polski (1970, 1971) i raz wicemistrzostwo Polski (1972), ze Skrą dwukrotnie wicemistrzostwo Polski (1977, 1978) i trzykrotnie brązowy medal mistrzostw Polski (1975, 1976, 1979). Dwukrotnie była najlepszą strzelczynią Ligi (1977 - 251 bramek, 1978 - 184 bramki).
W reprezentacji Polski seniorek debiutowała 6 marca 1971, w towarzyskim spotkaniu z Bułgarią. W tym samym roku wystąpiła też w dwóch spotkaniach eliminacji mistrzostw świata z Norwegią oraz wszystkich spotkaniach towarzyskich. Kolejne mecze reprezentacyjne rozegrała w 1974 i następnie w 1976. W 1977 wystąpiła na mistrzostwach świata grupy "B" (2. miejsce, w sześciu spotkaniach strzeliła cztery bramki), w 1978 na mistrzostwach świata grupy "A" (6. miejsce, zagrała w czterech z siedmiu spotkań, strzelając cztery bramki). Na tych ostatnich mistrzostwach wystąpiła ostatni raz w biało-czerwonych barwach (10 grudnia 1978 w spotkaniu z ZSRR). Łącznie w I reprezentacji Polski zagrała w 75 spotkaniach, zdobywając 164 bramki.
W 1982 otrzymała tytuł Mistrza Sportu, w 2014 została odznaczona Złotą Odznaką Związku Polskiej Piłki Ręcznej w Polsce.